# Amadeus-Verleihung 2014

Amadeus Awards 2014

Die 14. Verleihung des Amadeus Austrian Music Award fand am 6. Mai 2014 im Volkstheater in Wien statt.

## Nominierung und Wahl

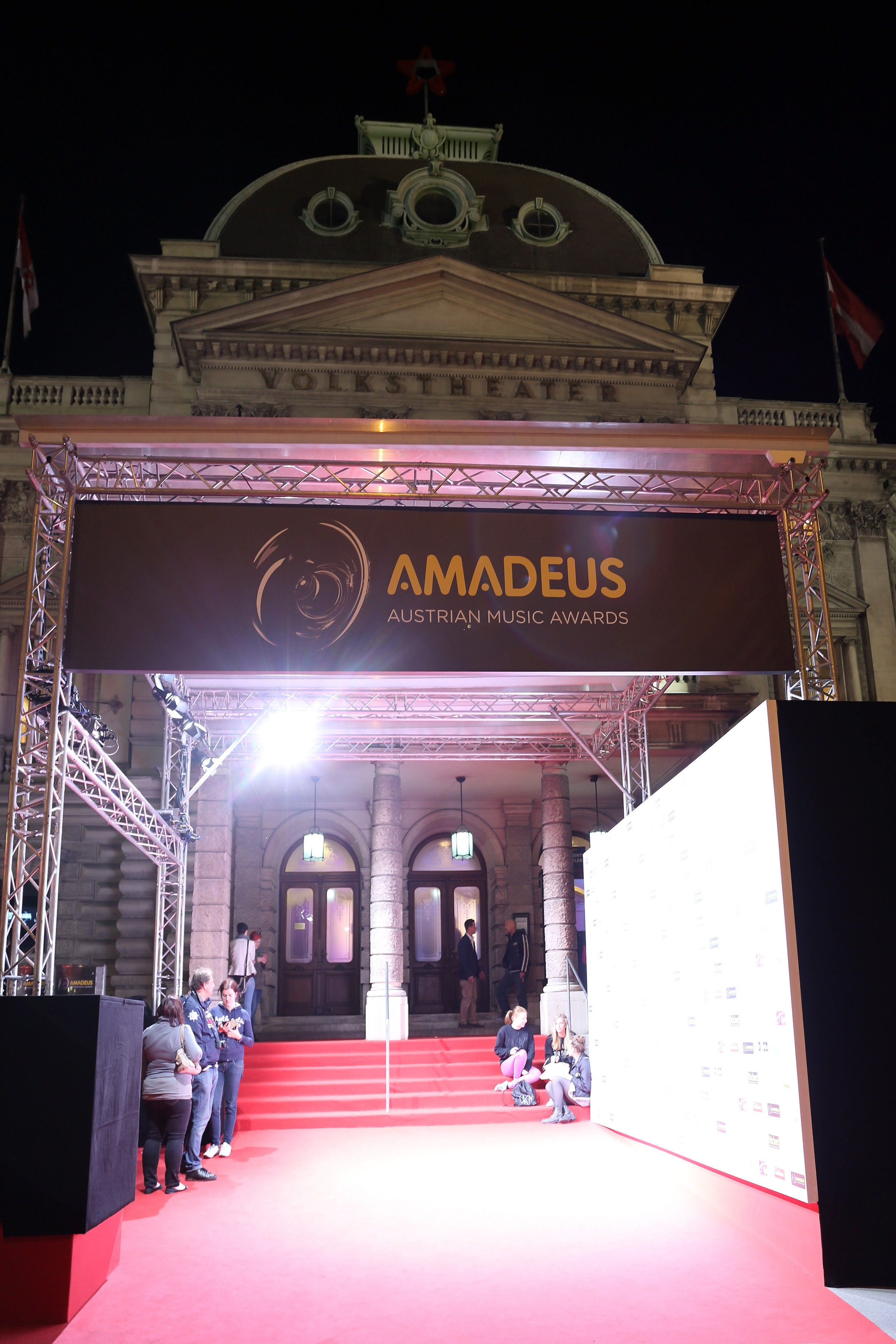
Red Carpet am Volkstheater während der Verleihung

Anna F., Christina Stürmer und Die Fantastischen Vier

Nominiert werden konnten Musiker und Bands bzw. deren Veröffentlichungen, die im Zeitraum von 1. Jänner bis 31. Dezember 2013 auf den Markt kamen bzw. mindestens einen Live-Auftritt hatten. Voraussetzung war, dass die Künstler ihren Lebensmittelpunkt in Österreich haben oder österreichische Staatsbürger sind. Am 24. Februar 2014 gab der Verband der österreichischen Musikwirtschaft (IFPI) die Nominierungen bekannt. In jeder Kategorie wurden dem Publikum auf der Website des Amadeus Awards fünf Kandidaten zur Wahl gestellt. In einem bis einschließlich 31. März dauernden Online-Voting auf der Internetplattform des Amadeus Awards wurden dann die Gewinner ermittelt. Ausgenommen davon waren nur der FM4 Award, der von dem Sender FM4 in einem eigenen Voting ermittelt wurde, sowie die beiden Sonderpreise.
Vergeben wurden Auszeichnungen in 15 Kategorien. Neu war in diesem Jahr die Kategorie Best Video. Dafür entfiel die Auszeichnung im Genre Alternative. Die Kategorie Pop / Rock wurde in eine reine Popmusik-Kategorie umgewandelt, Rock wurde mit Hard & Heavy zusammengelegt. Neben den elf spezifischen Kategorien und dem Hörerpreis von FM4 gibt es noch drei Sonderpreise: der von der veranstaltenden IFPI vergebene Preis für das Lebenswerk, der Preis für den Musikpartner des Jahres und der Preis für das Best Engineered Album, eine Auszeichnung für die Techniker im Hintergrund, die nach 2013 zum zweiten Mal vergeben wurde.

### Absagen von Künstler
Nach Bekanntgabe der Nominierungen und dem Beginn der Online-Abstimmung erklärten mehrere Musiker und Bands, auf ihre Nominierung zu verzichten bzw. forderten die Organisatoren auf, sie von der Liste der Nominierten zu streichen. Im Zentrum der Kritik standen dabei der Umgang der Veranstalter sowie von deren Medienpartnern mit Musikern und die Durchführung der Abstimmung.
Im Februar 2014 erklärten HVOB (Her Voice Over Boys), nominiert in der Kategorie Electronic / Dance by KroneHit, in einem offenen Brief keinen Wert auf eine Nominierung in dieser Form zu legen. Insbesondere den Modus der Abstimmung lehnten die Musiker ab, weil Stimmen nur auf der Website des Radiosenders KroneHit abgegeben werden konnten und Interessierte dabei ihre E-Mail-Adresse oder ihre Facebook-Login-Daten bekannt geben mussten („Wir möchten keinen Preis in einer Kategorie bekommen, die ihre wichtigste Aufgabe darin sieht, die plumpsten Marketingbedürfnisse eines Partners [...] zu befriedigen. Es ist uns insbesondere unangenehm, für das Abgreifen von Email-Adressen jener Leute missbraucht zu werden, die unsere Musik so sehr mögen, dass sie für uns voten möchten.“) Die Organisatoren erklärten, den Verzicht der Band zu bedauern und zu akzeptieren und die Notwendigkeit von Medienpartnerschaften, um Bands „bei einem möglichst breiten Publikum bekannter machen“. Angekündigt wurde, die Abstimmung, wie in anderen Kategorien, auch auf der Website des Amadeus Awards selbst zu ermöglichen. Auf den Platz von HVOB unter den Nominierten rückten die Global Deejays nach. Kurz darauf gaben Naked Lunch bekannt, kein Interesse an einer Nominierung zu haben. Einerseits zeigte man sich amüsiert über die Zuordnung zur Kategorie Rock / Hard & Heavy, anderseits verärgert über die fehlerhafte Band-Biografie auf der Website des Amadeus. Anfang März machte der Rapper Monobrother (Kategorie HipHop / R'n'B) seinen Verzicht bekannt, weil er den Amadeus Award als „Trostpreis für all die gebrochenen Versprechen und unmotiviert-holprigen Versuche [...] diese völlig verlotterte österreichische Musiklandschaft etwas erträglicher zu gestalten“ betrachtet und eine Teilnahme „ein generelles Einverständnis mit den aktuellen Verhältnissen - den gefräßigen Taktiken und Praktiken dieser destruktiven und ignoranten Musikmarkt-Maschinerie“ wäre, was er nicht mit sich vereinbaren kann. Weitere Kritik übte er an den Medienpartnern, mit Ausnahme des Radiosenders FM4 und dessen Sendung „Tribe Vibes“, die ihn und seine Musik ansonsten ignorieren. Keinen Rückzug, aber Desinteresse, erklärte der Rapper Chakuza.

## Veranstaltung
Moderiert wurde die Verleihung von Manuel Rubey. Zu den Künstlern, die am 6. Mai das musikalische Rahmenprogramm gestalten, gehörten Anna F., Die Fantastischen Vier, Mando Diao, Bilderbuch, 5/8erl in Ehr’n & Friends, Jennifer Rostock & Gerard, Thomas David, Hannah und Como.

## Preisträger und Nominierte

### Album des Jahres

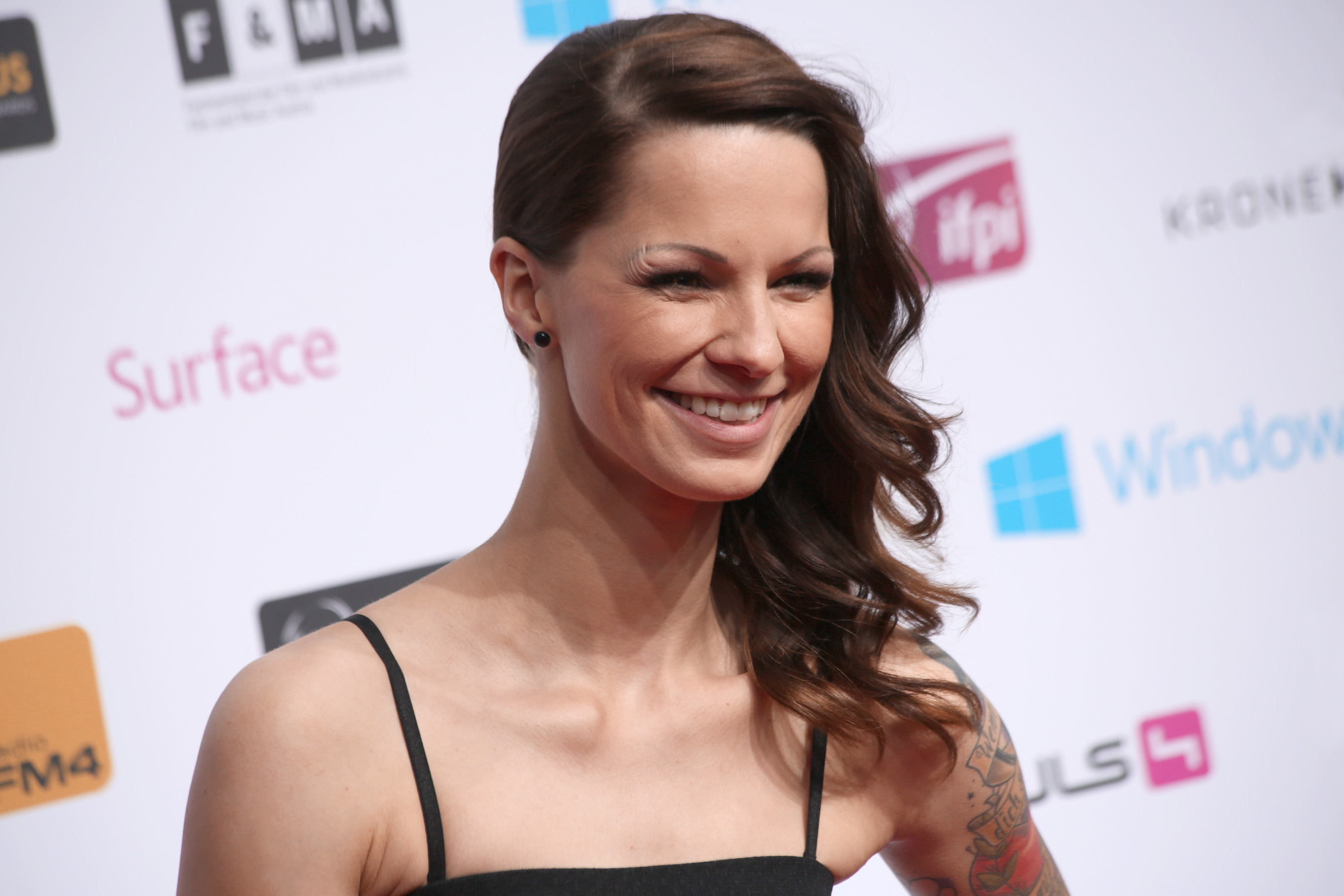
Christina Stürmer

- Ich hör auf mein Herz von Christina Stürmer

Weitere Nominierte:
- The Art of Sampling von Parov Stelar
- Home Sweet Home von Andreas Gabalier
- Hoch 2 von RAF 3.0
- Zeitgeist von Camo & Krooked

### Song des Jahres

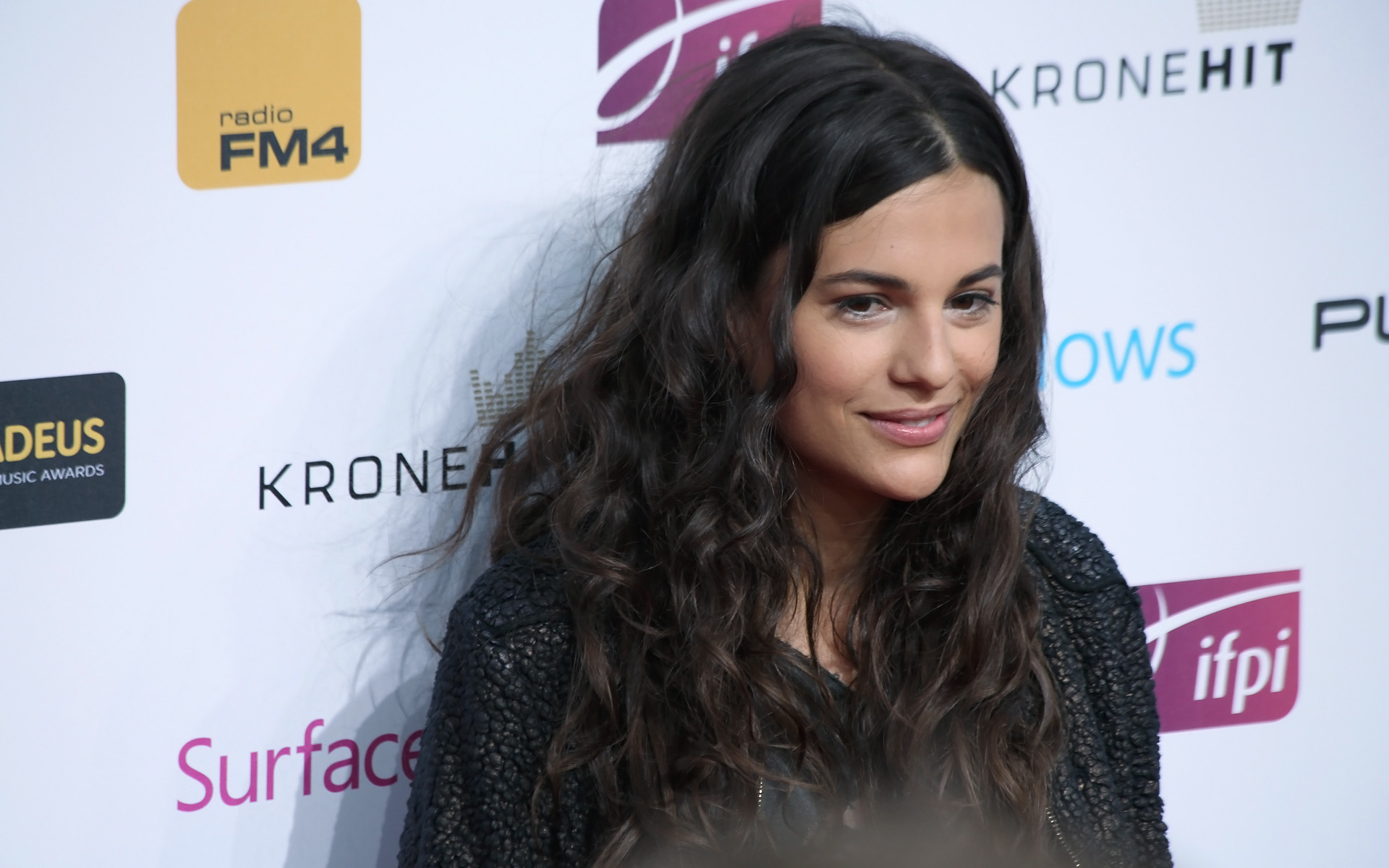
Anna F.

- D.N.A. von Anna F.

Weitere Nominierte:
- Able von Thomas David
- Get It Right von Left Boy
- Maschin von Bilderbuch
- Suitcase von Como

### Best Video
- An manchen Tagen von Nazar

Weitere Nominierte:
- Cold Hands von Velojet
- Get It Right von Left Boy
- Maschin von Bilderbuch

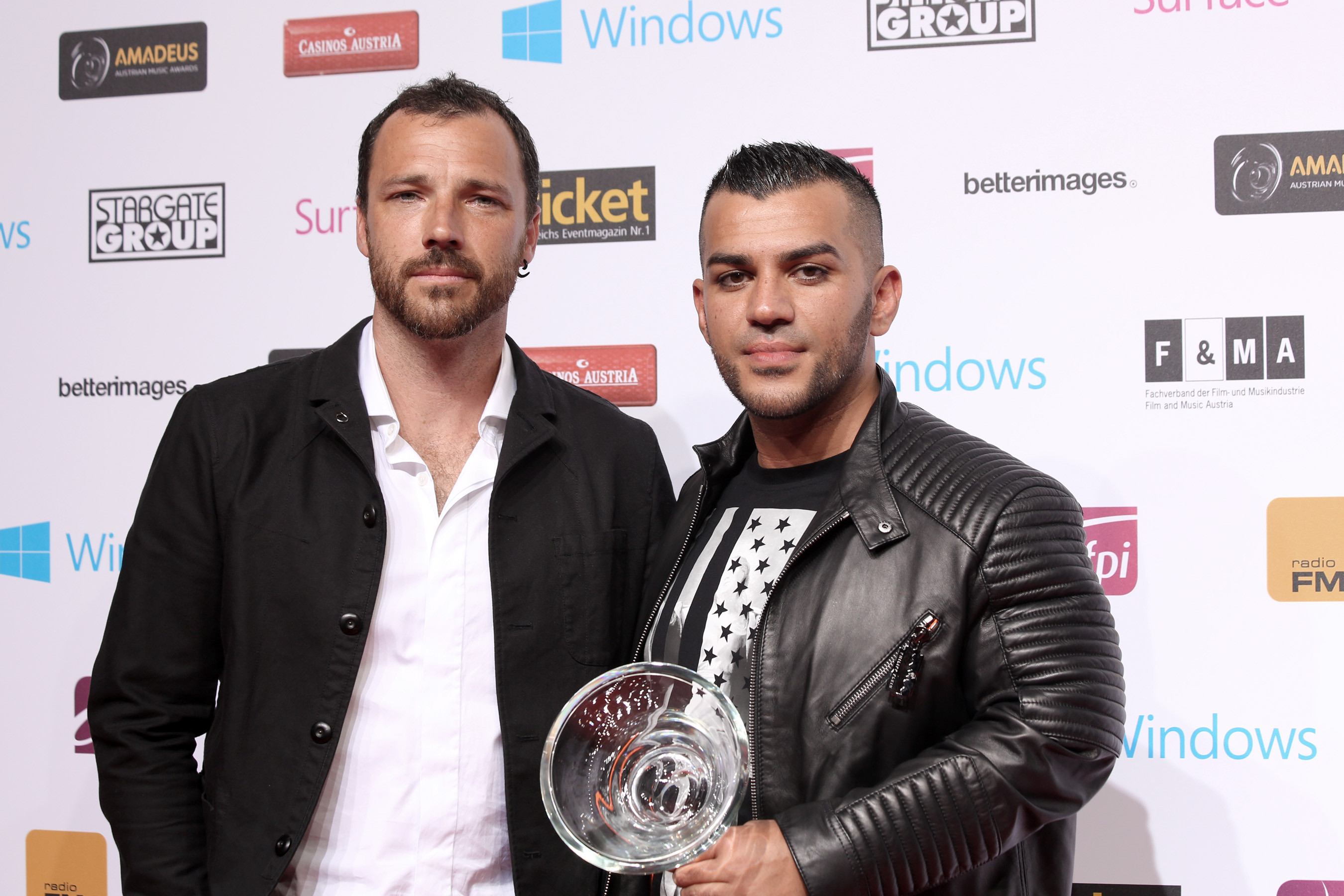
Nazar (rechts)

- Notice von den Steaming Satellites

### Electronic / Dance
- Darius & Finlay

Weitere Nominierte:
- Camo & Krooked

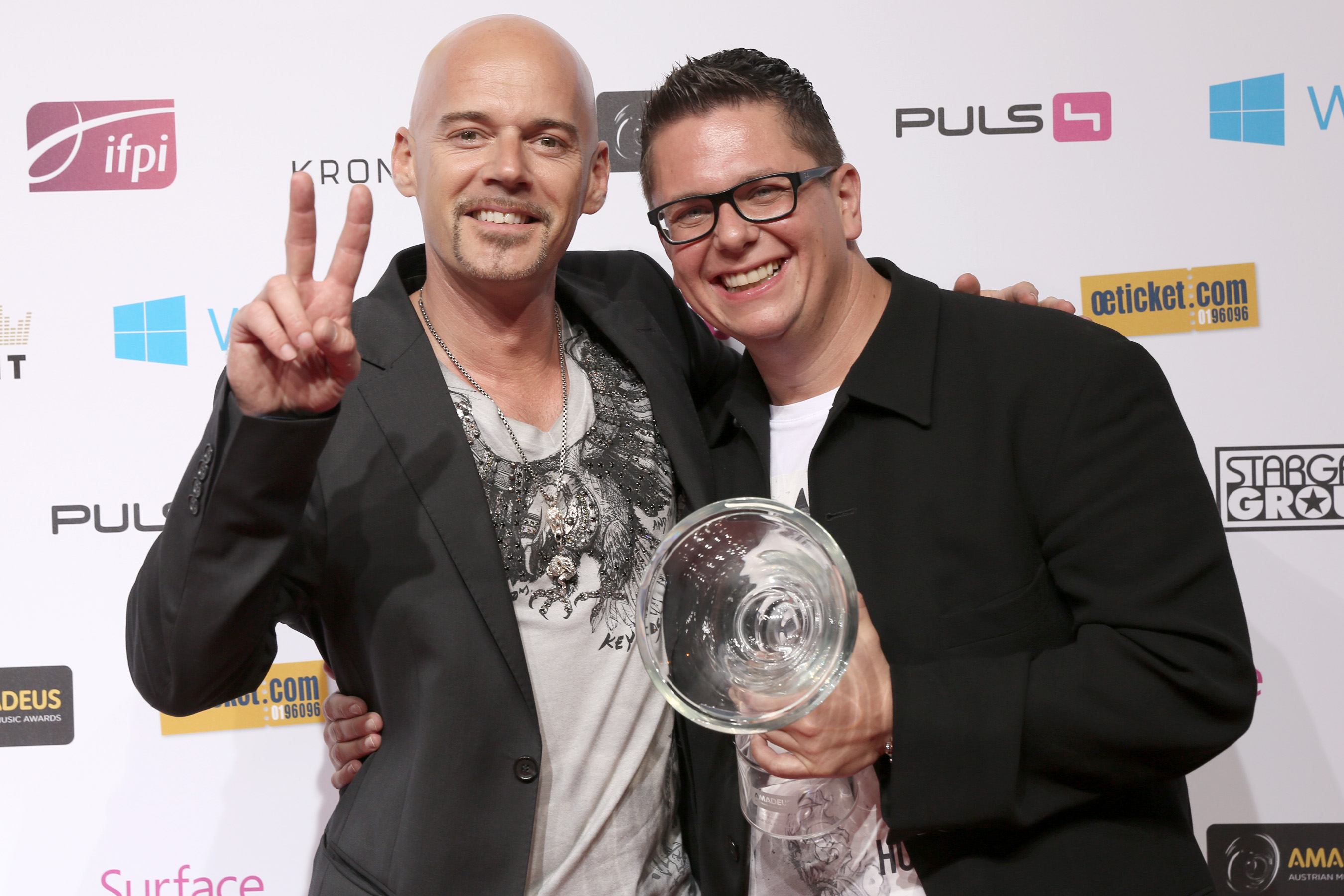
Darius & Finlay

- Global Deejays wurden nach dem Verzicht von HVOB nachnominiert
- HVOB verzichteten auf die Nominierung
- Rene Rodrigezz
- Tosca

### Rock / Hard & Heavy
- Kaiser Franz Josef

Weitere Nominierte:
- Bilderbuch
- Chaos Beyond

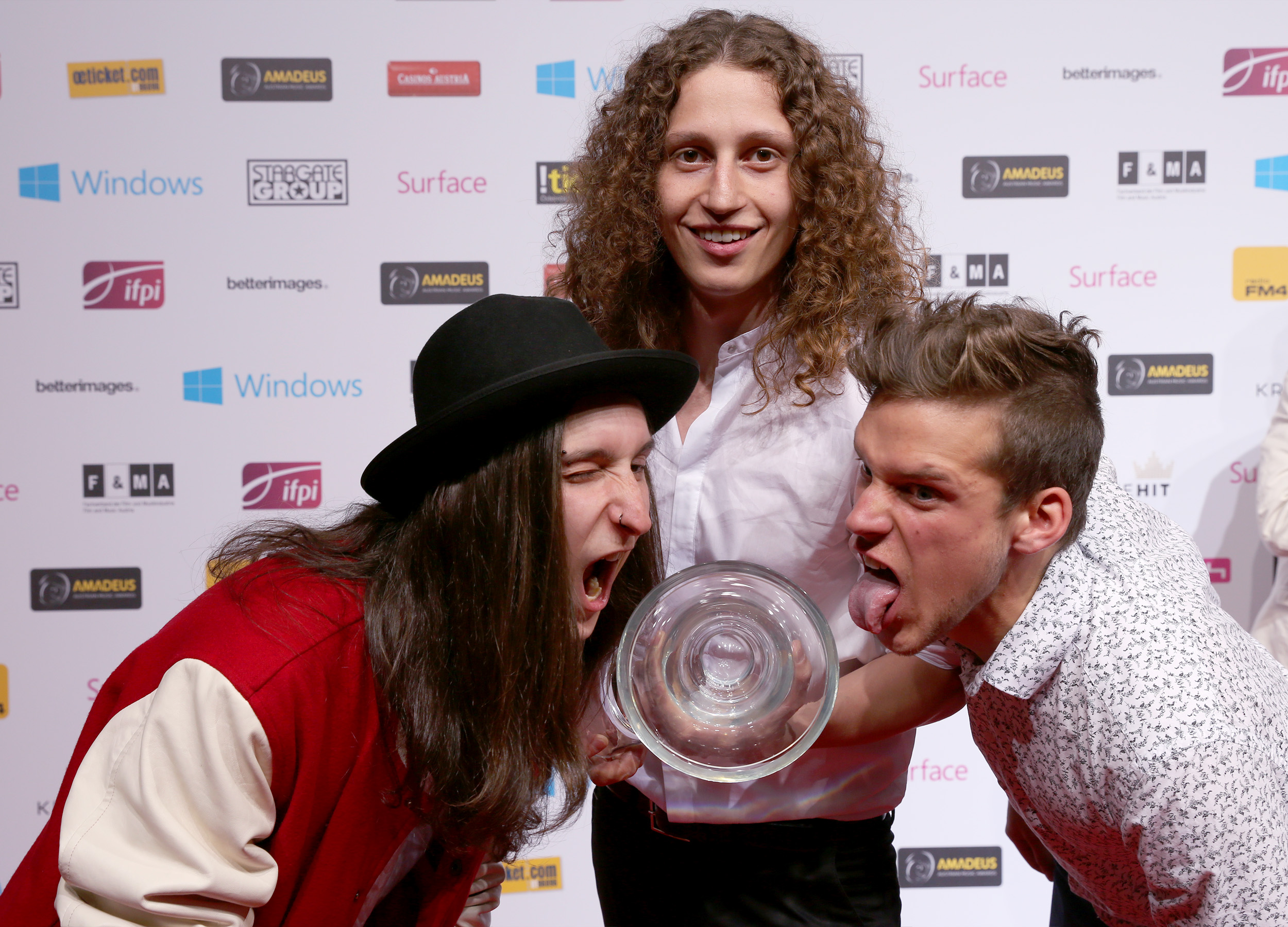
Kaiser Franz Josef

- Naked Lunch verzichteten auf die Nominierung
- Serenity

### HipHop / R'n'B
- RAF 3.0

Weitere Nominierte:
- Chakuza
- Gerard MC

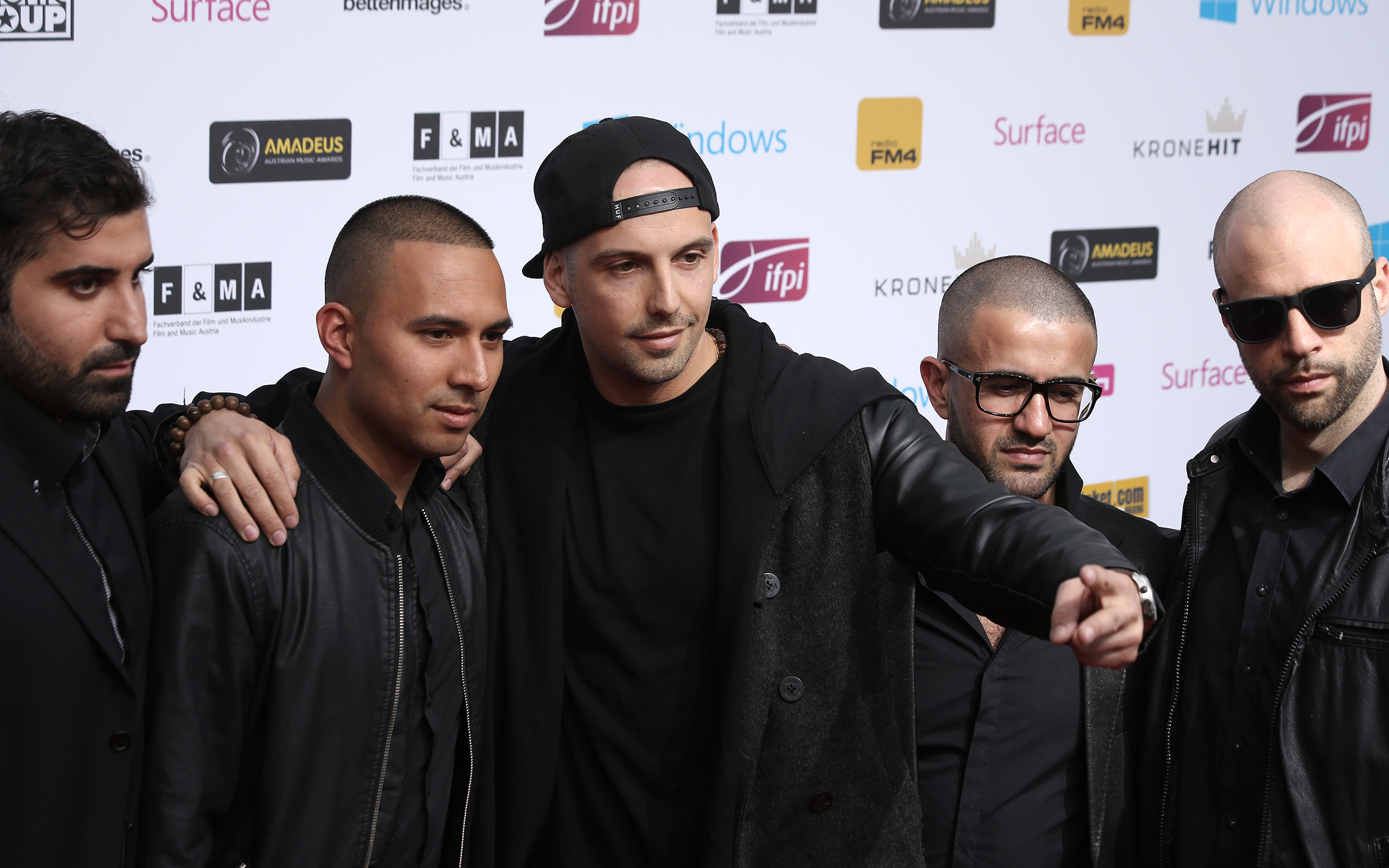
RAF 3.0

- Monobrother verzichtete auf die Nominierung
- Texta

### Pop
- Christina Stürmer

Weitere Nominierte:
- Como
- Effi
- Left Boy
- Thomas David

### Volkstümliche Musik
- Andreas Gabalier

Weitere Nominierte:
- Hannah
- Hansi Hinterseer
- Die jungen Zillertaler
- Marc Pircher

### Schlager

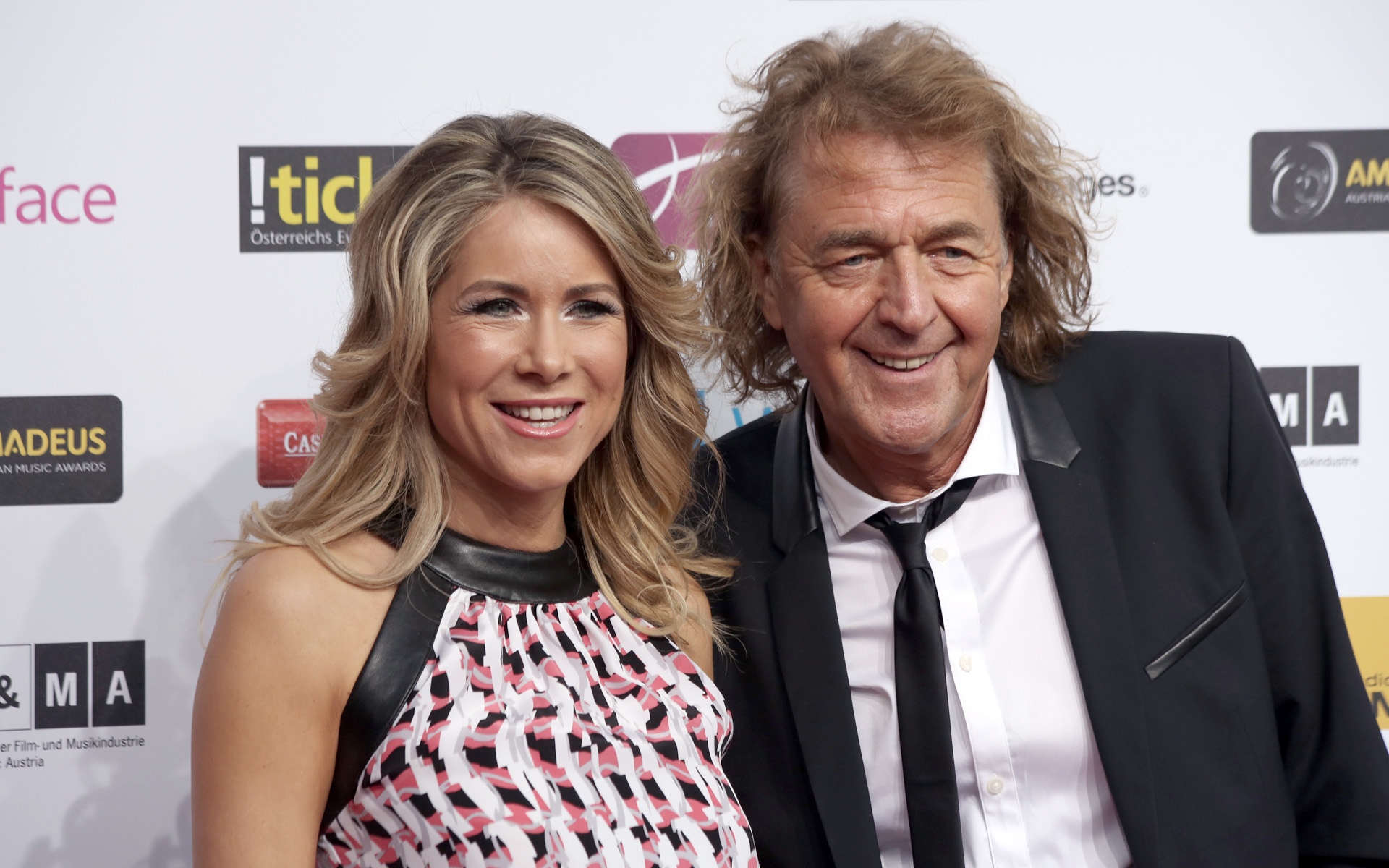
Simone & Charly Brunner

- Charly Brunner & Simone

Weitere Nominierte:
- DJ Ötzi
- Nik P.
- Nockalm Quintett
- Semino Rossi

### Jazz / World / Blues

Norbert Schneider

- Norbert Schneider

Weitere Nominierte:
- 5/8erl in Ehr’n
- Christian Muthspiel
- Gansch & Breinschmid
- Hans Theessink

### Best Live Act

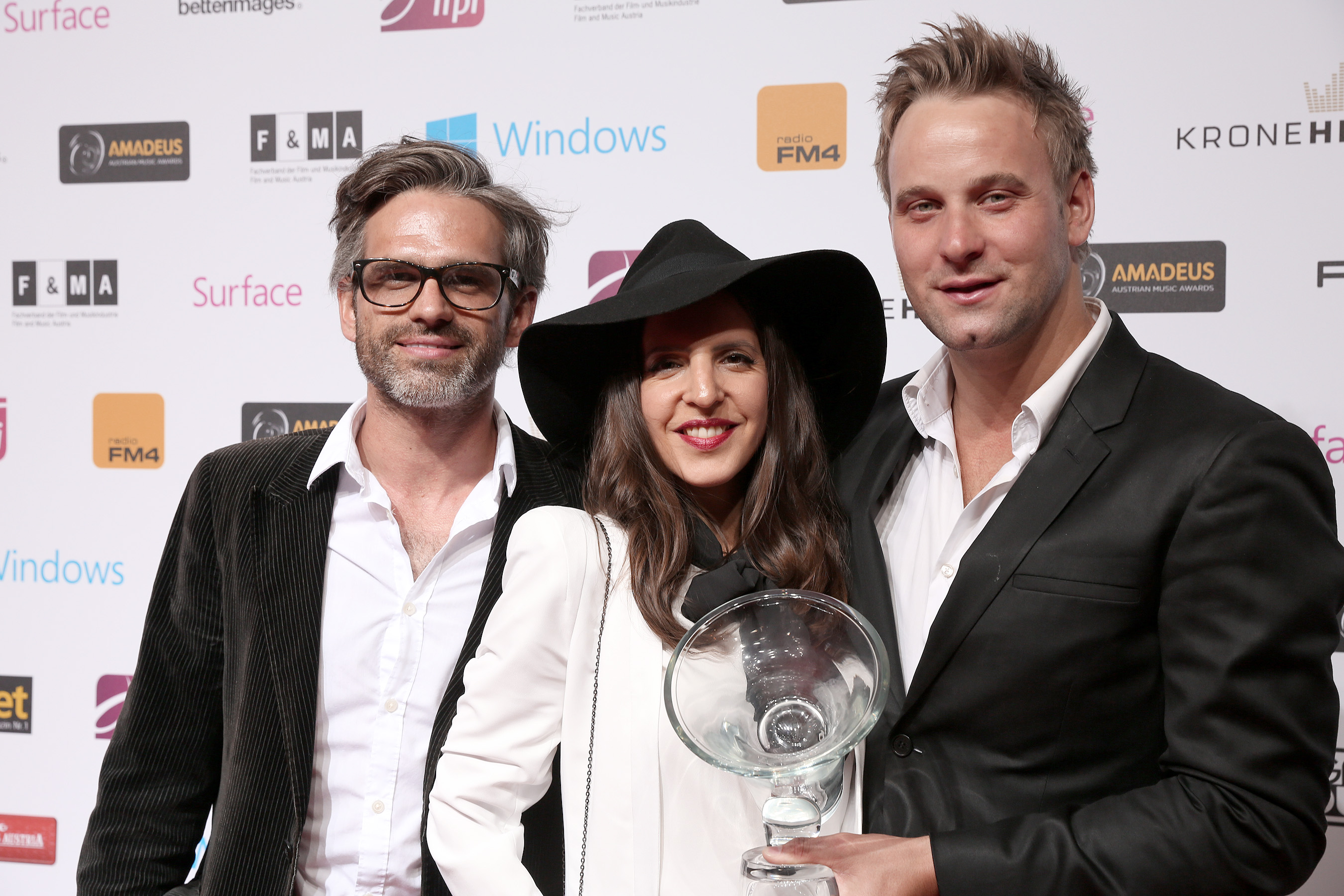
Parov Stelar Band

- Parov Stelar

Weitere Nominierte:
- Andreas Gabalier
- Rainhard Fendrich
- Russkaja
- Die Seer

### FM4 Award
In einer ersten Runde wurden bis zum 23. Februar aus 20 Kandidaten fünf Finalisten gewählt. Bis einschließlich 1. April konnte auf der Internetseite des Senders FM4 dann für den Gewinner gestimmt werden.

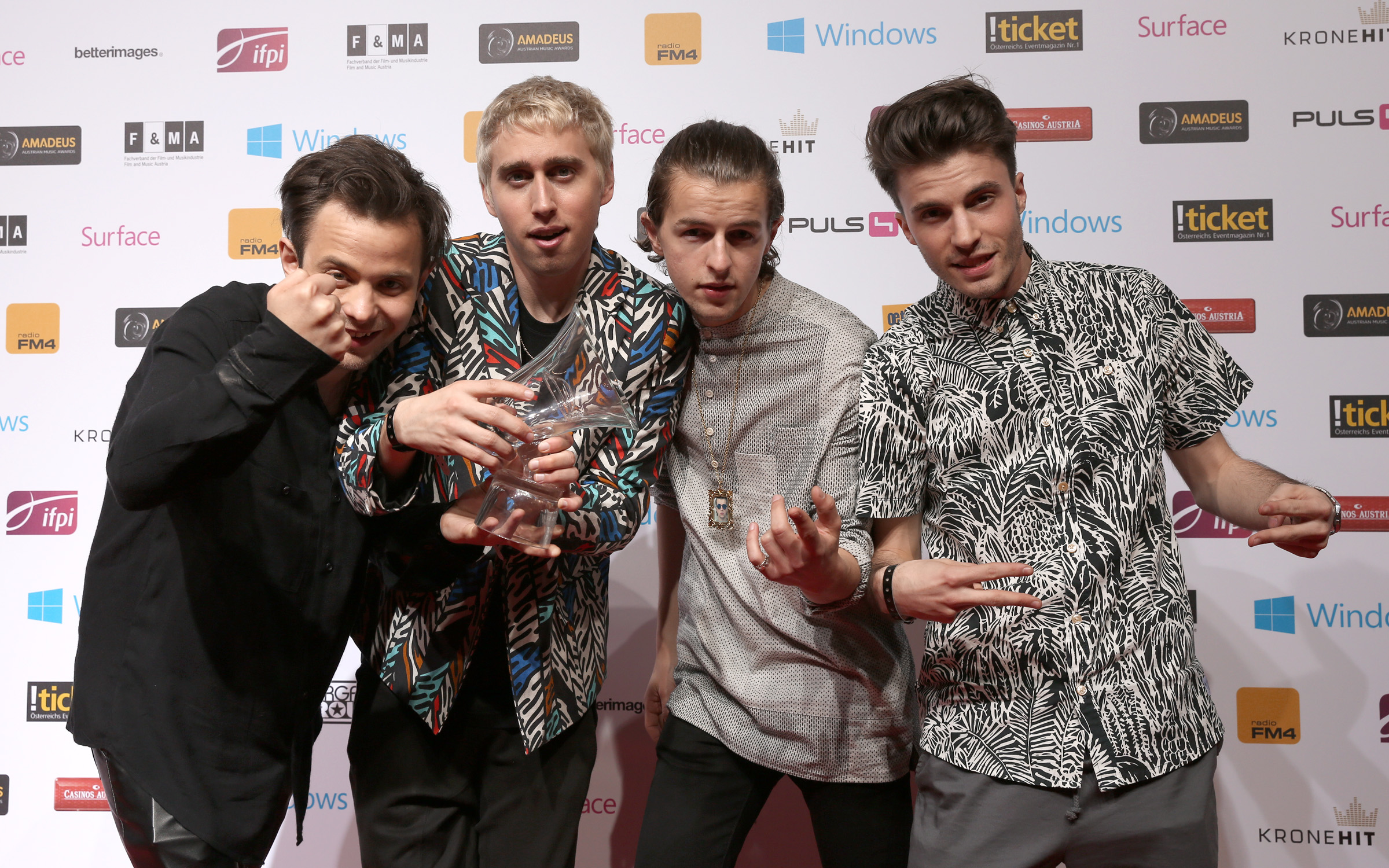
Bilderbuch

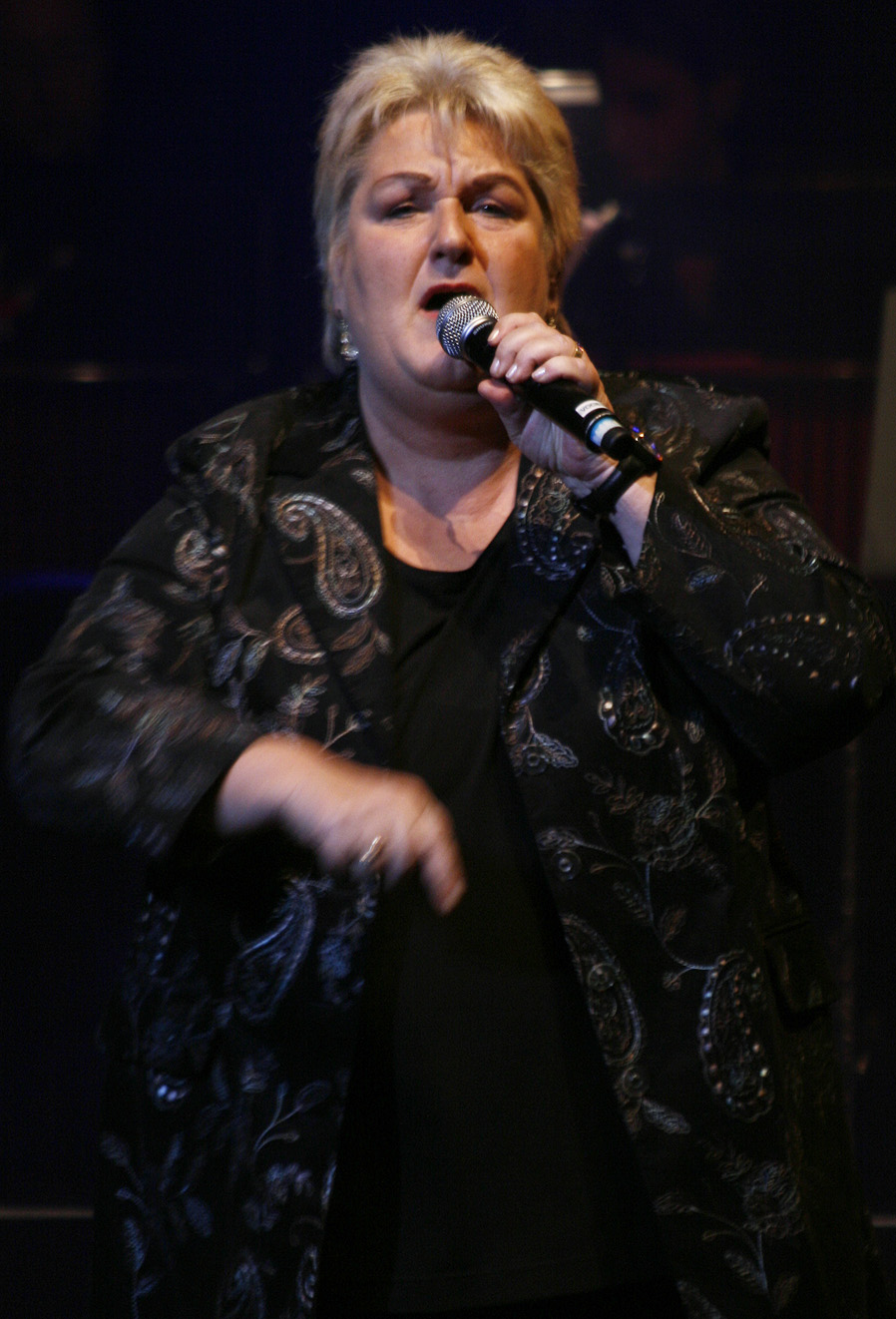
Stefanie Werger (2008)

Preisträger
- Bilderbuch

Weitere Finalisten:
- Manu Delago
- Steaming Satellites
- We Walk Walls
- Yasmo / Miss Lead

Weitere Nominierte:
- Cid Rim
- Effi
- Farewell Dear Ghost
- Fijuka
- Francis International Airport
- Gerard MC
- Ghost Capsules
- Gin Ga
- Hella Comet
- HVOB
- Koenigleopold
- Salute
- Sex Jams
- Velojet
- Viech

## Besondere Auszeichnungen

### Lebenswerk
- Stefanie Werger[8]

### Musikpartner des Jahres

Eberhard Forcher

- Eberhard Forcher für den YouTube-Channel Austrozone

### Best Engineered Album
- Georg Tomandl und Mischa Janisch für das Album One by One von Coshiva